# Moa Myrén
Moa Inga-Maj Linnéa Myrén, född 3 juni 1951 i Strömstad i Lurs församling i Göteborgs och Bohus län, är en svensk skådespelare.

## Biografi
Moa Myrén är uppvuxen i byn Aröd på södra Tjörn i Bohuslän. 1966 flyttade familjen till Kungälv. Myrén studerade vid Göteborgs universitet 1969-1971 (franska), vid Stockholms universitet 1972-73 (engelska), samt vid Teaterhögskolan i Malmö 1976–1979, då Staffan Göthe var rektor. På Teaterhögskolan gick Moa Myrén i samma klass som bland andra Ann Petrén, Reine Brynolfsson, Philip Zandén, Catherine Hansson och Björn Andersson. Myrén har varit engagerad vid bland annat Uppsala stadsteater, Göteborgs stadsteater, Riksteatern, Folkteatern i Göteborg, Angereds Teater, Borås stadsteater, Östgötateatern, GöteborgsOperan, Oscarsteatern och Skillinge Teater. 
Sedan början av 1990-talet har Moa Myrén också medverkat på film samt i flera TV-serier, inklusive Svenska hjärtan, Solisterna och Blå ögon.
Moa Myrén har även medverkat i flera musikaler, däribland de svenska urpremiärerna av Jesus Christ Superstar (Scandinavium/Johanneshov 1972), Godspell (Jarlateatern/Riksteatern 1973-74), Oss Bröder Emellan (Riksteatern 1983), Nine (Oscarsteatern 1983-84), Bröderna Lejonhjärta (Göteborgsoperan 2007).

## Produktioner

### Filmer
- 1990 – Dumhet eller brott av Maj Wechselmann
- 1997 – Den vita duken[7] av Isa Vandi
- 2008 – Den svarta av Pia Tjäder
- 2008 – Isblomma[8] av Ewa Wilhelmson
- 2009 – Allt flyter av Måns Herngren
- 2009 – Prinsessa av Teresa Fabik
- 2012 – Afro[9] av Ninja Thyberg
- 2012 - Pappa Kom Fram[10] av My Sandström
- 2013 - Din barndom ska aldrig dö av Marcus Carlsson
- 2013 - Förtroligheten av William Olsson
- 2015 - Leka färdigt [11]av Nanna Huolman
- 2015 - Teotwawki av Björn Runge
- 2019 - Triaden av Ibrahim Faal[12]
- 2022 - Dansa min docka av Jasmijn Kooijman[13]

### TV-roller
- 1979 – Våning för 4 - SVT Drama
- 1989 – Svenska hjärtan - SVT Drama
- 1983 – Pariserliv - SVT Drama
- 2003 – Solisterna SVT Drama /GötaFilm
- 2007 – Gynekologen i Askim - SVT Drama
- 2009 – Stenhuggaren - SVT Drama
- 2012 – Bastian - SVT Play/GötaFilm
- 2013 – Molanders - SVT Drama
- 2015 – Blå ögon – SVT Drama

### Teaterstycken (i urval)
- 1978 – Sommarnöjet av Goldoni, Södra Teatern, Malmö
- 1978 – Mycket väsen för ingenting, Shakespeare, Teater Proteus[14]
- 1979 – Ditte människobarn, Martin Andersen Nexø, Södra Teatern, Malmö
- 1980 – Sprit [15] av Börje Lindström[16], Uppsala Stadsteater
- 1981 – Ministern klipper till, Ernst Bruun Olsen,[17] Uppsala Stadsteater[18]
- 1982 – Maratondansen (När man skjuter hästar så...), Horace Coy, Uppsala Stadsteater
- 1983 – Oss bröder emellan, Ernst Bruun Olsen, Riksteatern
- 1983 – Nine av Maury Yeston, Oscarsteatern[19]
- 1983 – Pariserliv, Göran O Eriksson, TV-ensemblen, Stockholm
- 1985 – Momone Minns, egen föreställning om Édith Piaf, turné i Stockholmsregionen
- 1986 – David & Lisa, Theodore Isaac Rubin[20], Östgötateatern
- 1986 – Tillståndet, Kent Andersson/Bengt Bratt, Riksteatern
- 1989 – Slaget vid Lepanto,[21] Howard Barker, Göteborgs stadsteater
- 1990 – Markurells i Wadköping, Hjalmar Bergman, Folkteatern i Göteborg
- 1992 – Den perfekta kyssen, Staffan Göthe, Angereds teater
- 1997 – Den tysta - hon som sjunger, Ingegerd Monthan, Teater Rosor & Taggar
- 2005 – Vi betalar inte! Dario Fo, Forsviks Sommarteater
- 2009 – Brand, Henrik Ibsen, Angereds teater[22]
- 2010 – Vem kan älska Ella?, Teater Halland
- 2013 – Skandal (efter Cora Sandels Kranes konditori), Borås stadsteater[23]
- 2013 – Människor i solen av Jonas Gardell, Skillinge Teater[24]
- 2018 – Terror, Ferdinand von Schirach, Göteborgs Dramatiska teater[25][26]

### Ljudböcker och musik
- 1969 – Det är sommar snart, Marja & Moa, vinylsingel, Decca[27]
- 1972 – Jesus Christ Superstar, på svenska, dubbel-LP, Philips
- 1973 – Go'bitar från Svensktoppen, LP, Moondisc (sång)[28][29]
- 1973 – Hela familjens favoritskiva, LP, Moondisc (sång)[30]
- 1974 – Godspell, musikal, LP, Aksent [31](sång)
- 1980 – Slöjan, ungdomsroman av Inger Brattström (uppläsare, Sveriges Radio)[32]
- 2018 – Kärlekens tre ansikten, roman av Faith Baldwin (uppläsare)[33]